# 치치 매린
치치 매린(Cheech Marin, 1943년 7월 13일 ~ )은 미국의 희극인, 배우이다.

## 출연 작품

### 영화
- 황혼에서 새벽까지 (1996)
- 폴리 (1998)
- 원스 어폰 어 타임 인 멕시코 (2003)
- 마셰티 (2010)
- 카 3: 새로운 도전 (2017) - 라몬 역 (목소리)
- 샷건 웨딩 (2022) - 로버트 역